# Pericallia flaveola
Pericallia flaveola là một loài bướm đêm thuộc phân họ Arctiinae, họ Erebidae.